# Železniška postaja Jesenice
Železniška postaja Jesenice je ena izmed železniških postaj v Sloveniji, ki oskrbuje bližnje naselje Jesenice in je v lasti Slovenskih železnic. 

## Lega
Postaja se nahaja v Zgornjesavski dolini in zaradi bližine meje z Italijo in Avstrijo se je na postaji do leta 2007 izvajal mejni nadzor mednarodnih vlakov med Slovenijo in Avstrijo. Trenutno je postaja severni konec bohinjske proge ter od leta 1967/69, ko so podrli podaljšavo do Trbiža, tudi konec linije Ljubljana–Trbiž. S postaje teče tudi linija, ki skozi karavanški železniški predor povezuje Beljak. Interna oznaka mejnega prehoda za tovorni promet je 442.
Poleg železniške infrastrukture postaja ponuja tudi bar, trgovine in restavracijo. Dva potniška perona sta med seboj povezana s podzemnim predorom. 

## Povezave
- Podrožca in Beljak po progi proti severu (oboje skozi karavanški železniški predor)
- Kranj in Ljubljana po nekdanji progi Ljubljana–Trbiž proti jugvzhodu
- Bohinj in Nova Gorica po bohinjski progi proti jugozahodu

## Zgodovina
Postaja je bila odprta leta 1870 kot postajališče na liniji Ljubljana–Trbiž. Leta 1906 je z dokončanjem bohinjske proge proti Trstu in karavanškega železniškega predora proti Beljaku postalo glavno križišče cislajtanskih novih alpskih železniških prog.
Med leti 1953 in 1955 je bila postaja prenovljena po načrtih arhitekta Stanislava Rohrmana, saj je bil objekt med drugo svetovno vojno med napadi zavezniških letalskih sil leta 1945 poškodovan. Nova stavba je tako modernistična kocka s heksagonalnimi okni in fasado iz belega marmorja.

## Železniška nesreča
26. avgusta 2011 sta na področju železniške postaje trčila tovorni in potniški vlak, pri čemer je bilo 34 potnikov poškodovanih (od tega devet huje); med žrtvami je bilo 29 Slovencev, trije Nemci in dva Belgijca. Nesrečo naj bi zakrivil strojevodja potniškega vlaka, ki je bil na poti iz Jesenic v Novo Gorico, ki naj bi prezgodaj odpeljal s postaje in posledično čelno trčil v tovorni vlak, ki je bil na istem tiru, okoli 150 m od perona. Sredi septembra istega leta pa so mediji poročali, da preiskovalci ne morejo dokazati krivde strojevodje, saj tiskalna naprava postaje, ki beleži vse premike železniške signalizacije, ni delovala pravilno in v nesreči se je poškodovala tudi črna skrinjica potniškega vlaka; strojevodja je namreč zanikal krivdo rekoč, da je speljal na podlagi signalnega znaka.
Preiskovalna komisija je konec oktobra 2011 podala poročilo, da je bil krivec za nesrečo strojevodja potniškega vlaka, ki je prezgodaj speljal kljub rdeči signalni luči.